# Rågummi fra Malaya I + II
|  | Denne artikel er oprettet af botten PalnaBot ud fra en ekstern database. Den kan derfor have sproglige fejl eller mangler. Denne skabelon kan fjernes efter kontrol af indholdet. |

Rågummi fra Malaya I + II er en film instrueret af Hakon Mielche.

## Handling
I. I de fleste gummiplantager dyrkes para-kausjuktræet. Frøene sås i kurve. Jorden tilberedes, og der sås undervegetation. De unge træer udplantes eller podes på gamle stammer. De ældre træer tappes Gummimælken vejes og hældes på store beholdere. II. Gummimælken køres til fabrikken. Der tilsættes syre. Rågummiet udvalses, tørres og røges. Det indpakkes og eksporteres fra Singapore.